# Hamza Mathlouthi
Hamza Mathlouthi (Zarzouna, 25 de julho de 1992) é um futebolista profissional tunisiano que atua como defensor. Atualmente está no Zamalek.

## Carreira
Mathlouthi começou sua carreira jogando pelo CA Bizertin, mais tarde jogou pelo CS Sfaxien, antes de ingressar no clube egípcio, Zamalek SC, em 2020.

## Carreira internacional
Mathlouthi fez parte da seleção Tunísia no Campeonato Africano das Nações de 2015, 2017 e 2021.  Ele marcou seu primeiro gol por seu país no torneio de 2021 (disputado em janeiro de 2022) contra a Mauritânia em Limbe.

## Títulos
Zamalek
- Campeonato Egípcio: 2020–21 e 2021–22
- Copa do Egito: 2020–21
- Copa das Confederações da CAF: 2023–24